# Brotherella henonii
Brotherella henonii är en bladmossart som beskrevs av Fleischer 1914. Brotherella henonii ingår i släktet Brotherella och familjen Sematophyllaceae. Inga underarter finns listade i Catalogue of Life.